# Graham Mann
Graham Hargrave Mann (* 26. Juni 1924 in Charmouth; † 1. April 2000 in Lymington) war ein britischer Segler.

## Erfolge
Graham Mann war zweimal Teilnehmer an Olympischen Spielen in der Drachen-Klasse. Bei den Olympischen Spielen 1956 in Melbourne war er Skipper des britischen Bootes Bluebottle, dessen Crew außerdem aus Ronald Backus und Jonathan Janson bestand. Mit 4547 Punkten beendeten sie die Regatta hinter dem schwedischen Boot um Folke Bohlin und dem von Ole Berntsen geführten norwegischen Boot auf dem dritten Platz, womit sie die Bronzemedaille erhielten. 1960 in Rom schloss er als Skipper der Salamander die Regatta auf dem siebten Platz ab.